# Denny Crane

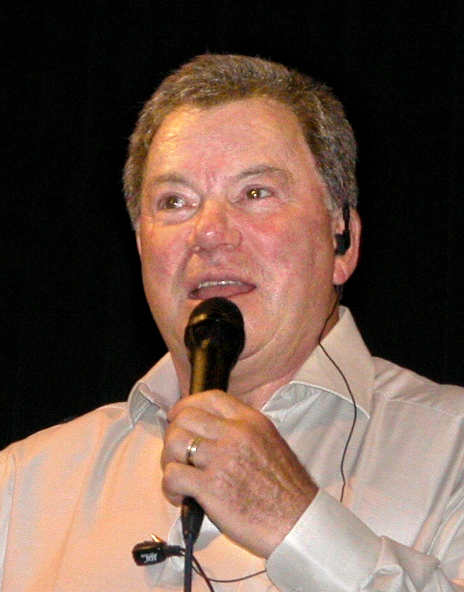
William Shatner (2005).

Denny Crane "genio del derecho" es un abogado de ficción que aparece en la serie de televisión Boston Legal (conocida como Justicia Ciega que trasmite para Latinoamérica el canal Fox). El personaje apareció por primera vez en la temporada final de The Practice (Los practicantes en Hispanoamérica y El abogado en España) y está interpretado por William Shatner.

## Biografía del personaje y personalidad
Denny es socio senior y fundador de la firma de abogados, Crane, Poole & Schmidt, junto con Shirley Schmidt y Edwin M. Poole. En sus inicios fue un legendario litigante, con una gran reputación entre los abogados. Denny insiste en que él es el mejor abogado en la historia y nunca ha perdido un caso, declarando que su marca está en 643-0 ("Loose Lips"). Este récord es, sin embargo, discutible ya que suele exculparse en los casos perdidos en los que se vio involucrado diciendo que, de hecho, era su colega quien había perdido y no él. Paul Lewiston comentó una vez que Denny es como Muhammad Ali en el final de su carrera, confiando más en su reputación pasada que su actual competencia.
En un caso que giraba en torno a empresas farmacéuticas y farmacias, las cuales se aprovechaban de los planes de salud de las personas de mayor edad, Denny Crane, dentro de su grandilocuencia y egocentrismo, aceptó el caso unas pocas horas antes de la audiencia y, obviamente, olvidó los detalles durante el juicio realizando un discurso de apertura, que terminó en una anulación del juicio debido a que terminó insultando al juez para que lo declarara así. Más adelante se tomó en serio la sugerencia de Alan Shore sobre que, a lo mejor, podría estar sufriendo de Alzheimer y por ello fue a que le hicieran unas pruebas a las que le acompañó Alan. Al final de la primera temporada, Denny admitió a Alan que estaba tomando un tipo de anfetamina que lo ayudaba a mantenerse concentrado durante los juicios, aunque luego dejó de tomar la droga. Tras participar en un caso relacionado con seguridad en la alimentación carne roja, Denny llega a la conclusión que a lo mejor su problema con la memoria se debía al mal de las vacas locas.

## Denny y los demás

### Alan Shore
Denny y Alan Shore son amigos íntimos, a pesar de sus grandes diferencias políticas. Los episodios casi siempre terminan con una escena de ambos, disfrutando de un puro y un vaso de whisky en la terraza del bufete, comentando los acontecimientos ocurridos durante el episodio. Denny se refiere a esto como su "momento especial" y se lo toma lo suficientemente en serio como para romper una propuesta de matrimonio, ya que le impediría pasar tiempo con Alan. Alan le dijo una vez: "Estoy orgulloso de ti, Denny... siempre lo estoy". Durante el último episodio de Boston Legal, Denny Crane propone matrimonio a Alan Shore, como una forma de asegurar que sus propiedades, sus confidenciales conversaciones y la amistad queden protegidas. Alan acepta y son casados por el juez Antonin Scalia, junto con Shirley y su novio Carl en una cabaña de pesca.

### Shirley Schmidt
Denny y su socia senior y fundadora, Shirley Schmidt, tuvieron una breve relación de hace muchos años, aunque ella se refiere a esa relación como una apuesta para dormir con él en la que perdió. En una ocasión afirmó que había hecho un trío con Shirley y Barbra Streisand; Shirley entonces le confesó que era un imitador de Barbra Streisand al que había contratado. Denny interpreta las conversaciones aparentemente de amistad entre ellos como avances sexuales y, con frecuencia, hace insinuaciones para acostarse con ella. También tiene una muñeca de tamaño natural semejante a Shirley a la que llama "Shirley Schmidt-ho". 

### Donny Crane
Un abogado, Donny Crane, cree que es hijo ilegítimo de Denny, el resultado de un romance con una mujer anónima. Denny, sin embargo, le confiesa a Alan que cuando la madre de Donny le interpuso un pleito de paternidad, el pagó, aunque la madre de Donny, años más tarde, admitió que Denny no era el padre. Oyendo esta conversación Donny descubre que Denny no es su verdadero padre.
Momentos divertidos se producen por la similitud entre los nombres de Donny y Denny. Al igual que Denny, Donny utiliza su propio nombre como un signo de exclamación en momentos inadecuados. Sin embargo, a medida que la serie evoluciona, Denny deja claro a Donny que, a pesar de que no es su padre, le considera como su hijo. 

### Lori Colson
Cerca del final de la primera temporada de Boston Legal, Lori Colson interpuso una queja sobre el comportamiento de Denny en la oficina, por sus reiterativos comentarios sexuales, lo cual Shirley Schmidt y Paul Lewiston iban a utilizar para tratar de expulsar a Denny de la firma. La queja de Lori fue remitida brevemente al inicio de la segunda temporada, y su resolución está todavía por resolver, aunque Colson ya no está en la serie, debido a que Monica Potter, quien la interpretaba, la dejó para tener un hijo.
- Datos: Q115568880